# Jabab Hamad
Jabab Hamad (tiếng Ả Rập: جباب حمد, cũng đánh vần là Jbab Hamad hoặc Jibab Hamad) là một ngôi làng ở miền trung Syria, một phần hành chính của Tỉnh Homs, phía đông Homs. Nằm ở sa mạc Syria (còn được gọi là sa mạc Hamad), các địa phương lân cận bao gồm Furqlus, al-Sayyid và Fatim al-Amuq ở phía tây. Theo Cục Thống kê Trung ương, Jabab Hamad có dân số 378 người trong cuộc điều tra dân số năm 2004.